# Сержант, Тони
То́ни Сержа́нт (нидерл. Tony Sergeant, 6 июня 1977, Дейнзе) — бельгийский футболист, полузащитник. Выступал за бельгийские клубы «Антверпен», «Зюлте-Варегем» и «Серкль Брюгге». В составе «Варегема» сыграл 7 встреч в Кубке УЕФА 2006/07. В 2012 году завершил игровую карьеру и ныне работает тренером молодёжной команды «Гента».

## Карьера
Первым профессиональным клубом в карьере Сержанта стал «Дейнзе», который выступал во Втором дивизионе Бельгии. Бельгиец дебютировал за команду в сезоне 1994/95. До 2000 года он провёл за этот коллектив 6 сезонов, сыграв 129 матчей и забив 24 мяча в рамках второго по силе дивизиона страны. Летом 2000 года бельгийский полузащитник был приобретён «Антверпеном» из Лиги Жюпиле и сразу получил доверие тренера. В сезоне 2000/01 Сержант отыграл за новую команду 27 игр в чемпионате Бельгии, отметившись забитым голом во встрече с «Бевереном». Следующие три сезона он прочно занимал место в основе «Антверпена». В марте 2002 года в матче против «Сент-Трюйдена» бельгиец оформил хет-трик, забив мячи за 20 минут до конца встречи. На протяжении тех лет «Антверпен» занимал места в нижней части турнирной таблицы, а в сезоне 2003/04 Супер Стар финишировали на последнем месте и вылетели во Второй дивизион. Сержант принял решение покинуть команду.
В июле 2004 года бельгийский игрок подписал контракт с клубом «Зюлте-Варегем», который боролся за выход в высший дивизион Бельгии. По итогам сезона 2004/05 команда Сержанта с отрывом в 13 очков заняла первое место во Втором дивизионе и получила право выступать в Лиге Жюпиле. Новый сезон сложился для клуба удачно: «Зюлте-Варегем» финишировал на 6-м месте в итоговой таблице и выиграл Кубок Бельгии, получив, тем самым, возможность выступать в следующем розыгрыше Кубке УЕФА. Сам футболист в сезоне 2004/05 за 32 игры в чемпионате Бельгии отметился 10-ю забитыми мячами, войдя в десятку лучших бомбардиров того сезона.
14 сентября 2006 года Сержант дебютировал в Кубке УЕФА, выйдя в стартовом составе на игру против московского «Локомотива». Гостевой матч закончился для бельгийской команды поражением со счётом 2:1. В ответной встрече Тим Маттейс сначала забил гол на 57-й минуте. На 82-й минуте Сержант осуществил перехват в центре поля, в одиночку добрался до штрафной соперника и ударом с 20 метров перекинул мяч через Алексея Полякова. В итоге по сумме двух игр «Локомотив» выбыл из дальнейшей борьбы в еврокубках, что в ряде российских СМИ было расценено как неожиданный провал московской команды. В групповом этапе «Зюлте-Варегем» занял 3 место и в 1/16 финала играл с английским «Ньюкаслом». По сумме двух матчей бельгийцы проиграли 1:4, Сержант принял участие в обеих играх.
В летнее трансферное окно 2007 года Тони Сержант перешёл в итальянский клуб «Бари» из Серии B. Официальный дебют футболиста состоялся 9 сентября в игре с «Виченцой». Однако бельгийский игрок, проведя 5 матчей, так и не смог приспособиться в новой команде, поэтому в январе 2008 года вернулся в Бельгию. Он подписал контракт с клубом «Серкль Брюгге», где играл до конца сезона 2011/12. В 2012 году бельгиец завершил карьеру футболиста и стал одним из тренеров молодёжного состава «Гента».